# Schele-Schule
Die Schele-Schule ist eine staatlich anerkannte gebundene Ganztagsschule in privater Trägerschaft in Berlin, die im gebundenen Ganztagsbetrieb organisiert ist.

## Geschichte
Sie führt ihre Wurzeln auf das Jahr 1900 zurück, in dem der Privatlehrer August Sodemann die Schule als Familienschule unter dem Namen „Sodemann’sche Höhere Schule für Knaben und Mädchen“ gründete. Ihr damaliger Sitz befand sich über viele Jahre in der Lietzenburger Straße in Berlin-Charlottenburg. Die Schule wurde als Tagesheimschule bezeichnet, da die Schüler bereits in dieser Zeit ganztägig unterrichtet und betreut wurden. In den dreißiger Jahren des vorigen Jahrhunderts übernahm der Freiherr Troost von Schele die Trägerschaft der Schule, dessen Namen sie heute noch trägt.
Nach dem Zweiten Weltkrieg, in dessen Verlauf das alte Schulhaus völlig zerstört worden war, bezog die Schule ein neues Quartier in der Olympischen Straße in Berlin, Neu Westend. 1970 wurde die Schule in eine Ganztagsgrundschule umgewandelt und erhielt ihre noch heute gültige Organisationsstruktur, die auf dem bewährten Konzept der Tagesheimschule basiert.

## Struktur
Die Schele-Schule umfasst heute die Klassenstufen 1 bis 6, wobei die Klassen 1 bis 4 zweizügig, die Klassen 5 und 6 einzügig geführt werden. Als staatlich anerkannte Grundschule in freier Trägerschaft ist sie an das Schulgesetz und an die Lehrpläne gebunden, die im Land Berlin gelten.
Der Ganztagsbetrieb geht von 8 bis 16 Uhr; er wird unterteilt in einen Vormittagsbereich und einen Nachmittagsbereich. Zwischen diesen Bereichen wird das in der schuleigenen Küche für die rund 150 Schüler zubereitete Mittagessen eingenommen.
Der in 80-Minuten-Blöcken erteilte Unterricht ermöglicht in seiner Fächerverteilung das Prinzip des rhythmisierenden Unterrichtes und damit eine fächerübergreifende projektorientierte Vorgehensweise. Dabei gilt konsequent das Klassenlehrerprinzip. Die Klassenstärke beträgt 20 Schüler.
Die strukturellen Voraussetzungen, die durch ihre Organisation als Ganztagsschule gegeben sind, ermöglichen es der Schule, eine Pädagogik der Einheit von Erziehung und Bildung umzusetzen. Traditionell und bewährt, weiß sich die Schule zeitgemäßen, kindgerechten und vielfältigen Unterrichtsangeboten verpflichtet. Diese werden ergänzt durch eine Vielzahl von Aktivitäten, die soziales, emotionales und praktisches Lernen zum Ziel haben.
Als fachliche Schwerpunkte der Schule sind zu nennen:
- Mathematik (Einrichtung zusätzlicher Logik-Stunden, regelmäßige Teilnahme am Känguru-Wettbewerb, Ausrichtung schulinterner Mathematik-Team-Wettbewerbe).
- Sprachen: Englisch als Regelunterricht ab Klasse 1, Französisch als Kurs von Klasse 3 bis 5, Latein als Kurs in Klasse 6.
- Sport: Schwimmunterricht für Klassen 1 bis 4, Arbeitsgemeinschaften: Hockey, Tennis, Reiten, Segeln, Schach, Eiskunstlauf.

## Konzept
Die Schele-Schule sieht sich insgesamt als „Haus des Lebens und Lernens“. Jeder Schüler ist unabhängig von seiner Nationalität und Konfession willkommen.
Die vergleichsweise niedrigen Klassenfrequenzen und die ganztägige Betreuung ermöglichen es den 15 Lehrern dieser Schule individuell auf die Bedürfnisse der Kinder einzugehen, sie nach ihren unterschiedlichen Fähigkeiten zu fördern und dann auch anspruchsvollere Leistungen einzufordern.
Damit können auch die folgenden konzeptionellen und pädagogischen Ziele der Schele-Schule erreicht werden:
- Herausbildung von Schülerpersönlichkeiten, die sich mit Selbstvertrauen wachsenden Anforderungen stellen, die mit Respekt und Toleranz ihren Mitmenschen begegnen, die in der Gesellschaft Mut zu verantwortungsvollen Entscheidungen zeigen.
- Die Schüler erlangen ein hohes Maß an fachlichen und arbeitstechnischen Kompetenzen und werden zu einer Bildungsgüte geführt, durch die nach der 4. oder 6. Klasse die erfolgreiche Fortsetzung ihrer Schullaufbahn auf der Oberschule gewährleistet wird.

## Privater Kindergarten
An einer ruhigen Straße im Wohnbereich am Teufelsberg steht der Kindergarten der Schele-Schule. Damit die Kinder dort sicher sind, wird er von einem großen Garten mit Zaun abgegrenzt. In der Nähe befindet sich ein Kinderspielplatz. Der private Kindergarten fördert Kinder von eins bis sechs Jahren. Er besteht aus vier Lerngruppe mit vier bis zwölf Mädchen und Jungen. Die zweijährige Vorschulphase fördert die Bildung und die Erziehung der Kinder. Nach dieser Phase folgt die Eingangsphase in die Schele-Grundschule.